# 伊森·姆巴佩
伊森·姆巴佩·洛坦（法語：Ethan Mbappé Lottin，2006年12月29日—）是法國男子足球員，司職中場，現效力法甲球隊里爾。

## 早期生活
2006年12月29日，伊森·姆巴佩出生於塞納-聖但尼省的蒙特勒伊。他出身於足球世家，父親威爾弗里德·姆巴佩是移民到法國的喀麥隆人，在邦迪足球俱樂部（AS Bondy）擔任足球教練；母親費札·拉瑪莉是阿爾及利亞裔前手球運動員；其胞兄基利安·姆巴佩和養兄吉雷斯·肯博·埃科科皆為職業足球運動員，前者是2018年世界盃冠軍得主。

## 俱樂部生涯
2015年，伊森追隨哥哥基利安的腳步加入了邦迪足球青年隊。2017年，就在基利安以天價轉會費與巴黎圣日耳曼簽約以後，伊森也來到巴黎聖日耳曼青年隊受訓，並在2021年6月續約至2024年6月，跳級到巴黎聖日耳曼U17隊，隔年再度跳級到U19隊。2022年12月16日，15歲的伊森首次參加成年隊賽事，他在對陣巴黎FC的友誼賽中替補法比安·魯伊斯登場。2023年7月，伊森隨著巴黎聖日耳曼到亞洲參加季前賽，他在對陣韓國全北現代的比賽首發上場。同年9月，巴黎圣日耳曼總教練路易斯·恩里克首次徵召埃坦參加法甲賽事，他在9月15日對陣尼斯的比賽中擔任替補球員。

## 國家隊生涯
2021年11月，伊森首次被徵召到法國U16隊。

## 球風
伊森的球風被形容是「優雅」、「自然」的，與其哥哥基利安的「高速」、「高技巧過人」不同。

## 個人生活
2022年1月，伊森在伊夫林省聖日耳曼昂萊發生車禍，肇事者為一名酒駕駕駛。伊森送醫檢查後並無大礙。

## 榮譽
巴黎圣日耳门
- 法甲冠軍：2023–24[19]
- 法國盃冠軍：2023–24[20]

## 外部連結
- 上的伊森·姆巴佩（法語）
- Soccerway資料庫：伊森·姆巴佩